# Jacksepticeye
Seán William McLoughlin, bolj znan pod umetniškim imenom Jacksepticeye, irski Youtuber in igralec, * 7. februar 1990, Ballycumber, Irska.
Najbolj znan je po svojih videodnevnikih in komični seriji Let's Play. Marca 2020 je imel njegov kanal na portalu YouTube več kot 12 milijard ogledov in več kot 23 milijonov naročnikov, s čimer vodi na lestvici kanalov irskih ustvarjalcev po številu naročnikov. Pogosto sodeluje tudi pri dobrodelnih prireditvah.